# 诺埃尔·费利克斯
诺埃尔·格里高利·费利克斯（1981年10月4日—）為前美国男子篮球运动员。效力超級籃球聯賽時的中文登錄名為「菲立斯」。

## 外部連結
- 诺埃尔·费利克斯在fiba.basketball（英语）
- 诺埃尔·费利克斯在archive.fiba.com（存檔）（英语）
- 诺埃尔·费利克斯在NBA官網（英语）
- 诺埃尔·费利克斯在NBA G聯盟官網（英语）
- 诺埃尔·费利克斯在韓國籃球聯賽官網（英语）
- 诺埃尔·费利克斯在超級籃球聯賽官網
- 诺埃尔·费利克斯在Basketball-Reference.com（NBA）（英语）
- 诺埃尔·费利克斯在Basketball-Reference.com（NBA G聯盟）（英语）
- 诺埃尔·费利克斯在Basketball-Reference.com（國際）（英语）
- 诺埃尔·费利克斯在Sports-Reference.com（NCAA）（英语）
- 诺埃尔·费利克斯在ESPN（NBA）（英语）
- 诺埃尔·费利克斯在Eurobasket.com（球員）（英语）
- 诺埃尔·费利克斯在Proballers（英语）
- 诺埃尔·费利克斯在RealGM（球員）（英语）